# Neoperla dolichocephala
Neoperla dolichocephala är en bäcksländeart som beskrevs av František Klapálek 1909. Neoperla dolichocephala ingår i släktet Neoperla och familjen jättebäcksländor. Inga underarter finns listade i Catalogue of Life.